# Teletón 2011 (Colombia)
Teletón Colombia de 2011 fue la 17° versión de Teletón Colombia que busca recursos para beneficiar a la comunidad discapacitada del país y la creación de una red de centros de rehabilitación en Colombia, se realizó a partir de las 22.00 hora de Colombia del día 16 de diciembre de 2011.
Se emitió desde el Palacio de los Deportes de Bogotá a través de los canales privados Caracol y RCN Televisión. Con una meta inicial de $12 mil millones de pesos.  
Generalmente la teletón cuenta con una duración de 27 horas, pero este año se amplió a 28 horas con el objetivo de cumplir la meta propuesta inicialmente. Sin embargo, al cierre de la emisión (el día domingo 18 de diciembre de 2011 a la 1:57) la Teletón 2011 no logró superar el recaudo propuesto, dejando un último cómputo de $10 492 452 055. La cifra final, publicada en 17 de abril de 2012, llegó a $10 572 720 000.
Marca la tercera vez que no se cumple la meta, luego de las ediciones de 1982 y 1984.
Los presentadores fueron: Jorge Alfredo Vargas de Caracol Televisión y  Jota Mario Valencia de RCN Televisión. Sin embargo contó con intervenciones de varios presentadores de ambos canales.
La apertura del evento estuvo a cargo del colombiano Juanes quien interpretó canciones como Odio por amor, Volverte a ver entre otras; por su parte el Dr. Juan Manuel Santos Presidente de la República invitó a los colombianos a participar.
Durante la transmisión de la Teletón 2011 se llevaron a cabo presentaciones de artistas como: Juanes, Jorge Celedón, Shaila Dúrcal, Pipe Bueno, Alexis & Fido y Juan Fernando Velasco entre otros; el cierre lo presentó Santiago Cruz.
| Meta inicial | $12 000         |
| Recaudo      | $10 492 452 055 |

## Transmisión
| Horario       | Bloque            | Contenido y presentaciones musicales |
| ------------- | ----------------- | --- |
| 22:00 - 00:00 | "Apertura"        | Inicia el evento teletón 2011. Juanes abre el espectáculo. Luego el presidente de la República, el Dr. Juan Manuel Santos, dice unas palabras. Este segmento es presentado por Jorge Alfredo Vargas y Jota Mario Valencia. Se presenta la historia de vida de Manuela Serna de Manizales. Se realizó una ronda de ciudades vía satélite por: Bucaramanga, Medellín, Cali y Barranquilla luego de esto se presentó la historia de José Barros y para finalizar la franja se presentó la historia de vida de papa Jaime Presentaciones musicales: - Juanes - Santiago Cruz - Zion & Lennox - Danny Marin con Buxxi - Vicente García |
| 00:00-02:00   | "Humor"           | Segmento conducido por Humberto Rodríguez y Alejandra Azcárate, en el cual se presentaron los integrantes de Sábados Felices, Los comediantes de la noche y NP& con los Reencauchados. |
| 02:00-04:00   | "Franja picante"  | En este espacio, presentado por Alejandro Estrada, se realizará un desfile de pijamas, el concurso del taxi más engallado y también, el talento del canal Caracol y el canal RCN participarán en juegos. Presentaciones musicales: - Siam - Arsenal |
| 04:00-06:00   |                   | Durante estas dos horas de programación se premió al taxi más engallado; se presentó la historia de vida de Evelyn Quintero y Jerson Tenorio. Esta franja fue presentada por Villegas del canal Caracol y la hinchada de Fuera de Lugar del canal RCN Presentaciones musicales: - Gabriel Arriaga - Rivera - Nicolás Mayorca |
| 06:00-07:00   | '                 | Durante la franja matutina, presentada por Ana Catalina Torres y Juan Ignacio Velásquez, se acompañó a los colombianos a desayunar mientras que Fernando Gaitán y Cochice Rodríguez realizaron un recorrido en bicicleta por la ciudad. En esta franja se presentó la historia de vida de Víctor Becerra. Presentaciones musicales: - Naela |
| 07:00-12:30   | "Franja Infantil" | Los presentadores de Play Zone del canal Caracol y de Bichos del canal RCN invitaron a los colombianos a los puntos de firmas de autógrafos en las diferentes ciudades: En barranquilla: Homecenter, en Villavicencio: Éxito de la Sabana, en Cali: Centro Comercial Chipichape, en Bogotá: Centro Comercial Centro Mayor, Centro Comercial Santa Fe, Centro Comercial Hacienda Santa Bárbara y se realizó una carrera de observación, además contó con la presentación de Andrea Serna y finalizó con Catalina Gómez y Jota Mario Valencia dando paso a los respectivos noticieros de ambos canales. Presentaciones musicales: - AzNaD - Duina del Mar - Pipe Bueno y Casa Diego - Pasabordo - Golpe a Golpe - Lucas Arnau - Rakel - Dragón y Caballero - Fruko - Karoll Márquez |
| 14:00-17:00   | '                 | Durante esta franja del programa se realizaron concursos y actividades con el talento de Caracol y RCN. Los presentadores de esta franja fueron Iván Lalinde y Laura Acuña. Presentaciones musicales: - Jorge Celedón - Juan Fernando Velasco - Joey Montana - Pipe Peláez - Sebastián Yepes |
| 17:00-19:00   | "Mr. Teletón"     | En esta franja de la tarde se realizó el concurso Mr. Teletón. También se realizó un corcuso entre famosos y chismosos de la televisión colombiana. Los presentadores de esta franja fueron Iván Charria y Silvana Altahona Presentaciones musicales: - Maía - El Gran Combo de Puerto Rico - Gusi & Beto |
| 20:00-02:00   | "Cierre"          | Durante el cierre del evento Teletón 2011, presentado por Jorge Alfredo Vargas, Jota Mario Valencia, Andrea Serna y María Lucía Fernández, se dio información desde las diferentes ciudades del país y la firma de autógrafos. Presentaciones musicales: - Shaila Dúrcal - Crew peligrosos y Daniela Mass - Katamaran y Jiggy Drama - Juan Fernando Velasco - Amaury Gutiérrez - Daiquirí - Richie Ray y Bobby Cruz - Alexis & Fido |

## Empresas patrocinadoras
Nacional:
- Telmex de Colombia/Comcel - 90 000 000 de pesos.
- Grupo Éxito - 250 000 000 de pesos.
- Pacific Rubiales - 40 000 000 de pesos.
- Grupo Nutresa - 53 800 000 de pesos.
- Cervecería Bavaria - 67 300 000 de pesos.
- Baloto Electrónico - 68 450 000 de pesos.
- Grupo Bosi - 58 000 000 de pesos.
- Editorial Robot - 13 870 000 de pesos.
- AKT - 18 000 000 de pesos.
- Postobón - 350 000 000 de pesos.
- Cine Colombia - 188 000 000 de pesos.
- Grupo Colpatria - 100 000 000 de pesos.
- Casa Editorial El Tiempo - 80 000 000 de pesos.
- Falabella de Colombia - 300 000 000 de pesos.
- Empresas Quala - 78 000 000 de pesos.
- Pastas la Muñeca - 130 800 000 pesos.

Internacional:
- Organización Cisneros - 5000$.
- Microsoft de Colombia - 10 300$.
- Royal Caribbean Cruises - 23 500$.
- Fox International Channels - 80 000$.
- New York & Company de Colombia - 13 600$.